# Табель успеваемости

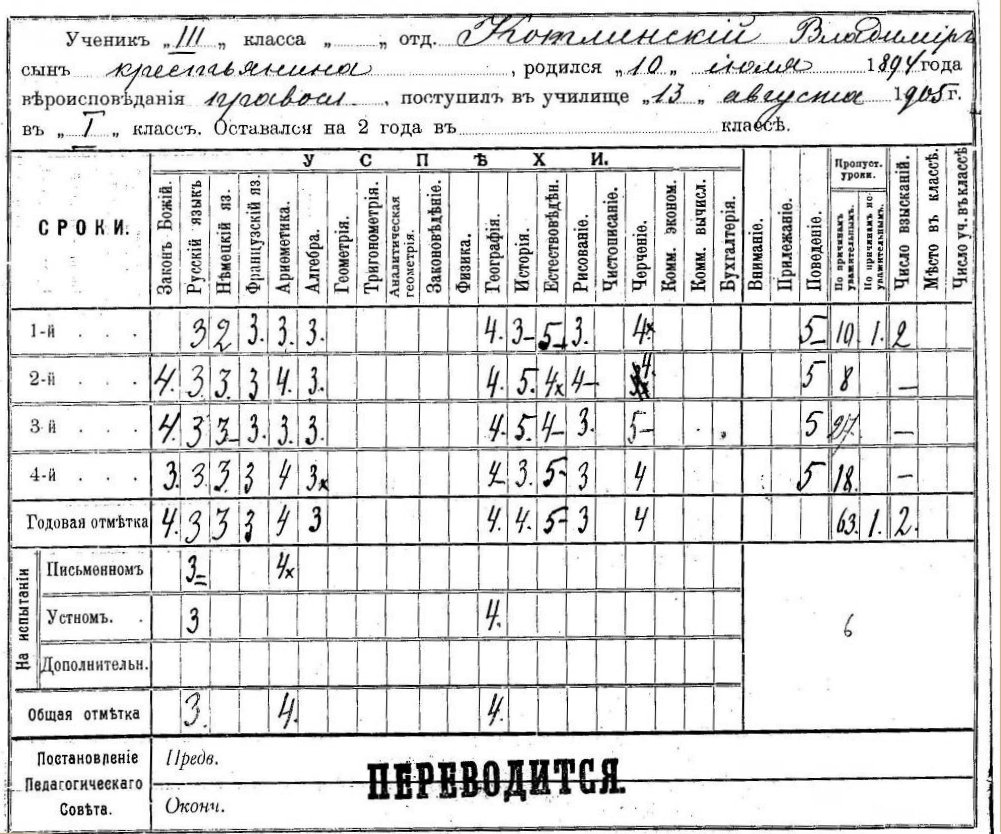
Табель успеваемости В. К. Котлинского за 3-й класс, Российская империя, 1908 год.

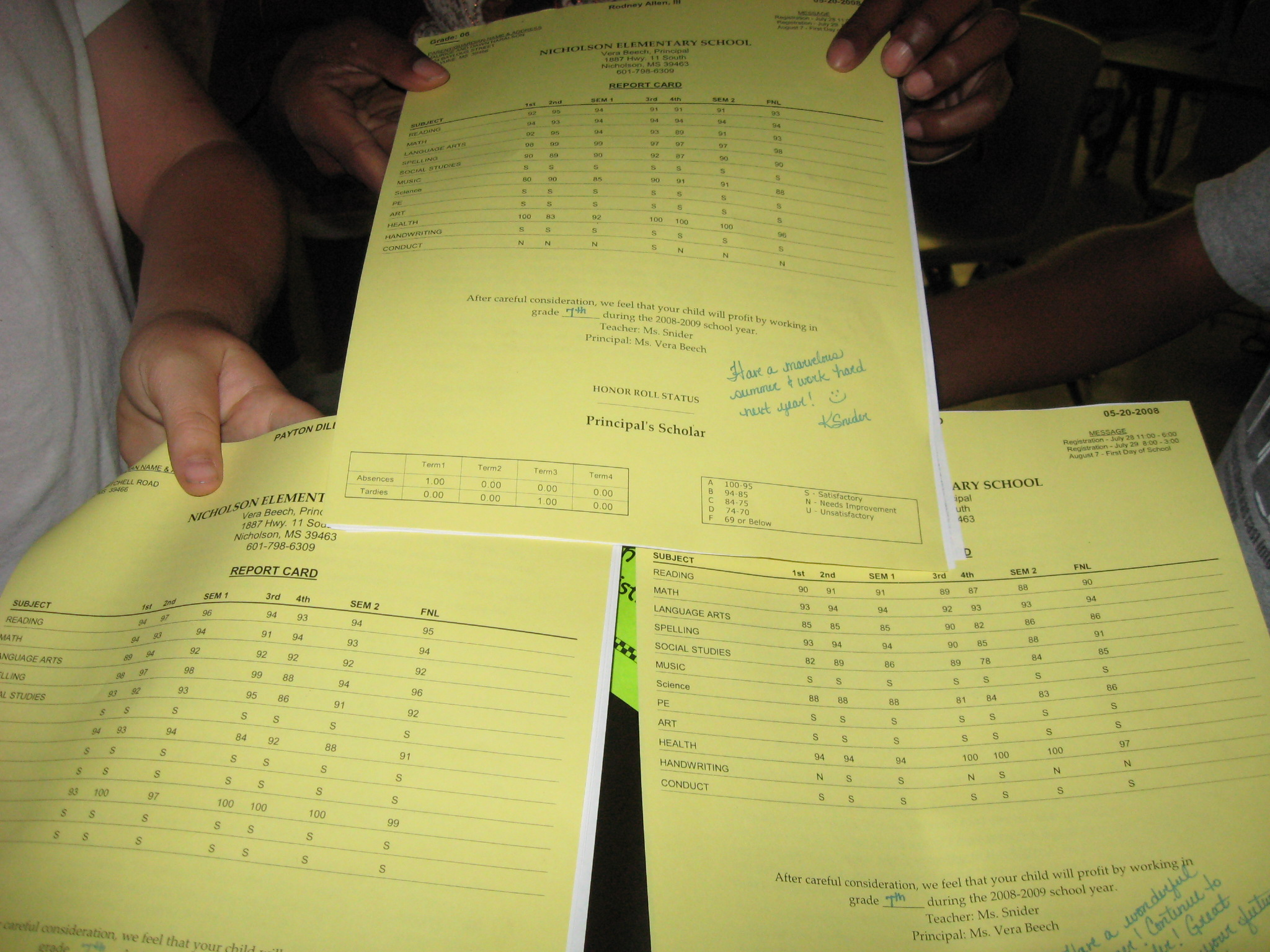
Школьный табель в США.

Та́бель успеваемости — таблица успеваемости школьника (учащегося), в которой перечислены изучаемые предметы и выставляются итоговые оценки за периоды (за учебные четверти) учёбы в учебном заведении.
Табель позволяет учащимся и их родителям увидеть изменения в успеваемости, заметить трудности и принять меры к их преодолению. Табель служит для информирования родителей о рубежной успеваемости школьника. В современных условиях табель является составной частью электронных систем учёта успеваемости.
Табель может изготавливаться как отдельный бланк или представлять собой вкладыш в школьном дневнике. В СССР это был отдельный бланк единого образца. Сейчас форму табеля и порядок его ведения регламентируют внутренние документы конкретной школы. 
Табель может содержать раздел, чтобы учителя могли записать отдельные замечания о работе учащегося и его поведении.
В России школьный учебный год разделён на четыре четверти (1-я (сентябрь — октябрь), 2-я ноябрь — декабрь, 3-я январь — март, 4-я апрель — июнь).
Обычно новый табель начинают заполнять после окончания первой четверти. Оценки за последующие четверти дописываются в тот же бланк, то есть табель обновляется четыре раза за учебный год.
В США в начальной школе учебный год разделён на три семестра (сентябрь — декабрь, декабрь — март, март — июнь). В конце каждого семестра ученики получают отдельный табель. В средней школе ученики получают табель два раза, но могут также получать промежуточный табель в середине семестра. Пример: первый семестр продолжается с сентября по январь, второй — с января по июнь.
В Великобритании средняя школа традиционно выдает табель раз в год. Однако, многие школы сейчас начали формировать табеля более регулярно. В 2010 году введено требование, чтобы табели и текущая успеваемость для всех учащихся в общеобразовательных школах предоставлялась родителям через Интернет.